# Deutsches Meisterschaftsrudern 1969
Das 80. Deutsche Meisterschaftsrudern wurde 1969 in Duisburg ausgetragen. Wie bereits im Vorjahr wurden insgesamt Medaillen in 16 Bootsklassen vergeben. Davon 12 bei den Männern und 4 bei den Frauen. Erstmals waren keine Renngemeinschaften, sondern nur Vereinsmannschaften startberechtigt. Letztmals wurde der Doppelvierer mit Steuerfrau im Stilrudern ausgetragen.

## Medaillengewinner

### Männer
| Bootsklasse                           | Gold | Silber | Bronze |
| ------------------------------------- | --- | --- | --- |
| Einer                                 | Wolfgang Glock (Frankfurter RG Germania 1869) | Udo Hild (Mainzer RG 1898) | Jochen Meißner (Mannheimer RV Amicitia) |
| Doppelzweier                          | Mainzer RG 1898 Klaus Opitz Udo Hild | Münchener RSV Bayern von 1910 Peter Kratky Reinhold Walther | Heilbronner RG Schwaben Jochen Ungerer Klaus Kaiser |
| Zweier ohne Steuermann                | Frankfurter RG Germania 1869 Lutz Ulbricht Bernd Gördes | ARV Westfalen Münster Wolfgang Plottke Peter Funnekötter | Regensburger RV Wolfgang Wiendl Karl Straube |
| Zweier mit Steuermann                 | Regensburger RV Helmut Müßig Heinrich Brunner Heinrich Pfeilschifter (Stm.)                                                                                    | Emder RV Thomas Hitzbleck Manfred Weinreich Hartmut Battker (Stm.) | Bamberger RG 1884 Karl-Heinz Beilstein Josef Schneider Ottmar Heckmann (Stm.)                                                                                       |
| Vierer ohne Steuermann                | Ratzeburger RC Franz-Christian Niehusen Hans-Joachim Lange Bernhard Agte Gero Wessel                                                                           | Mainzer RV von 1878 Jörg Henn Ulrich Buchholz Bernd Eisenblätter Friedrich Fischer                                                                                                  | RC Allemannia von 1866 Heinz Lübken Joachim Wolgast Michael Olbrich Horst Olbrich                                                                                   |
| Vierer mit Steuermann                 | Berliner RC Fred Schröder Bernhard Wehrheim Uwe Froelich Ingo Scholz Siegfried Edel (Stm.)                                                                     | Wormser RC Blau-Weiß von 1883 Detlef Glätzer Alf Mosel Joachim Wienstroer Peter Stephan Achim Stuhlmiller (Stm.)                                                                    | ETuF Essen Joachim Ehrig Hubert Schlienkamp Jürgen Biedler Hans Unbehaun Alto Kirchhoff (Stm.)                                                                      |
| Achter                                | Berliner RC Bernhard Hoffmann Uwe Froelich Ingo Scholz Joachim Linnhoff Fred Schröder Bernhard Wehrheim Werner Wilcke Hans-Jürgen Rose Siegfried Edel (Stm.)   | Passauer RV von 1874 Robert Eckbauer Gerd Eckert Fritz Held Franz Held Günther Karl Josef Himsl Hannsjörg Held Heinz Höber Bruno Schön (Stm.)                                       | Mainzer RV von 1878 Jörg Henn Ulrich Buchholz Bernd Eisenblätter Friedrich Fischer Helmut Martin Helmut Weishaupt Klaus Nagel Hartmut Berlin Dieter Hubertus (Stm.) |
| Leichtgewichts-Einer                  | Peter Hinz (Heidelberger RK 1872) | Klaus Carow (RC Neumünster) | Joachim Gohde (Hannoverscher RC von 1880) |
| Leichtgewichts-Doppelzweier           | RC Rhenania Koblenz Hans-Joachim Gramkow Friedhelm Schäfer | Limburger RV 1895 Ulrich Arhelger Werner Gläser | ARV Alania Hamburg Heino Ramm Rainer Schmidt |
| Leichtgewichts-Vierer ohne Steuermann | Tübinger RV Fidelia Rainer Heusel Wilhelm Dieter Heiko Pörtner Gerhard Helle                                                                                   | Münchener RC von 1880 Peter Drews Wolfgang Natus Udo Schilling Günter Wüst | Bremer RV von 1882 Helmut Stachmer Karsten Zill Detlev Schmidt Klaus Esser                                                                                          |
| Leichtgewichts-Vierer mit Steuermann  | Bremer RV von 1882 Helmut Stachmer Karsten Zill Detlev Schmidt Klaus Esser Sven Philippsen (Stm.)                                                              | Münchener RC von 1880 Peter Drews Wolfgang Natus Udo Schilling Günter Wüst Herbert Göring (Stm.)                                                                                    | ARV Alania Hamburg Hans-Derk Gestermann Rainer Schmidt Jürgen Roschlaub Heino Ramm Ulrich Hoppe (Stm.)                                                              |
| Leichtgewichts-Achter                 | ETuF Essen Achill Jacobs Klaus Weber Dieter Kleinmann Hans-Detlev Schwechten Michael Dörnemann Christian Müller Jürgen Leyk Knut Wenning Alto Kirchhoff (Stm.) | Berliner RK Brandenburgia Jörg Bredthauer Rüdiger Münchenhagen Hans-Walter Kroenke Wulf Beckmann Gerd Heinemann Manfred Thielecke Volker Rawge Gert Misterfeld Jürgen Wetzel (Stm.) | Mannheimer RC von 1875 Uwe Barwig Klaus Wachsmuth Hartmut Jordan Ulli Marten Hans Schenck Lutz Kalmbacher Julius Nick Wolfgang Grabler Uwe Brettschneider (Stm.)    |

### Frauen
| Bootsklasse                             | Gold                                                                                        | Silber | Bronze                                                                                                |
| --------------------------------------- | ------------------------------------------------------------------------------------------- | --- | --- |
| Einer                                   | Bärbel Kornhass (RG Worms)                                                                  | Edith Baumann (Münchener RSV Bayern von 1910)                                                                  | Gudrun Vetter (Lübecker Frauen-RG von 1907)                                                           |
| Doppelzweier                            | Lübecker Frauen-RK Doris Olak Margret Dohrendorf                                            | Coblenzer RG 1921 Astrid Hohl Renate Lantin                                                                    | RG Germania Kiel Bärbel Seddig Ilse Lebert                                                            |
| Doppelvierer mit Steuerfrau             | RG Germania Kiel Heike Witt Astrid Kallmeyer Bärbel Seddig Ilse Lebert Erika Rehberg (Stf.) | ETuF Essen Helga Flintsch Brigitte Flintsch Traudl Helligrath Barbara Kuhlmey-Becker Christel Mähl (Stf.)      | Duisburger RV Renate Nicola Ute Meyer Sigrid Pleuger Dorothea Hellmann Hannelore Keim (Stf.)          |
| Doppelvierer Stilrundern mit Steuerfrau | Ulmer RC Donau Renate Kopp Bärbel Stolper Gisela Pauw Ingrid Steinle Marion Brüning (Stf.)  | Heilbronner RG Schwaben Claudia Spether Johanna Stratmann Margit Schreiner Brigitte Schäfer Ingrid Rank (Stf.) | Gießener RC Hassia 1906 Karin Putz Petra Schmidt Gudrun Trauth Renate Schermuly Claudia Dewald (Stf.) |